# Notre-Dame-de-Bellecombe (Lyon)

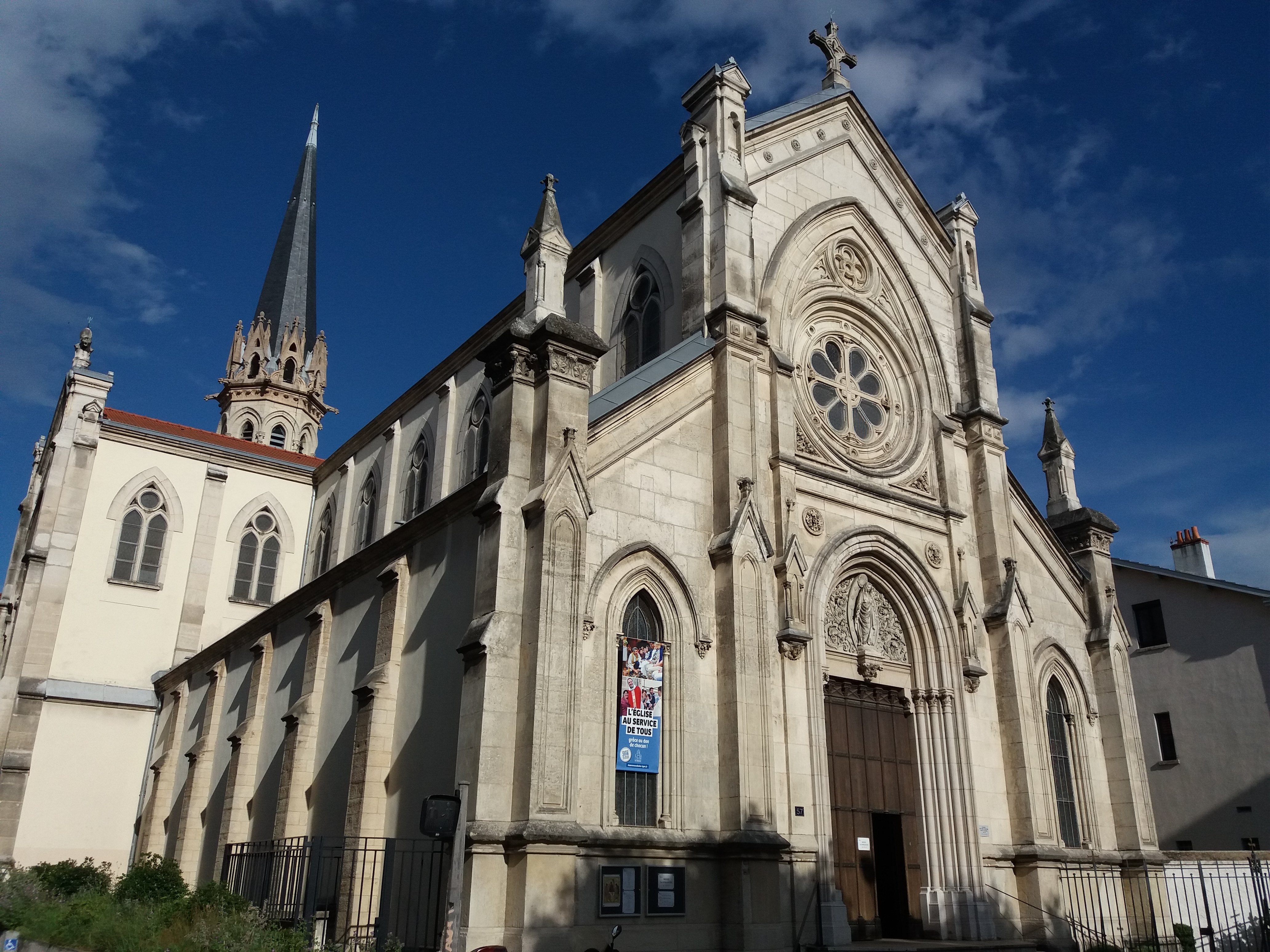
Notre-Dame de Bellecombe (Lyon)

Die Kirche Notre-Dame-de-Bellecombe ist eine römisch-katholische Kirche im 6. Arrondissement von Lyon.

## Lage und Patrozinium
Die Kirche steht östlich der Bahnstrecke Lyon–Paris im Viertel Bellecombe am Schnittpunkt der Straßen Rue de la Viabert und Rue d'Inkermann. Sie ist zu Ehren Unserer Lieben Frau geweiht.

## Geschichte

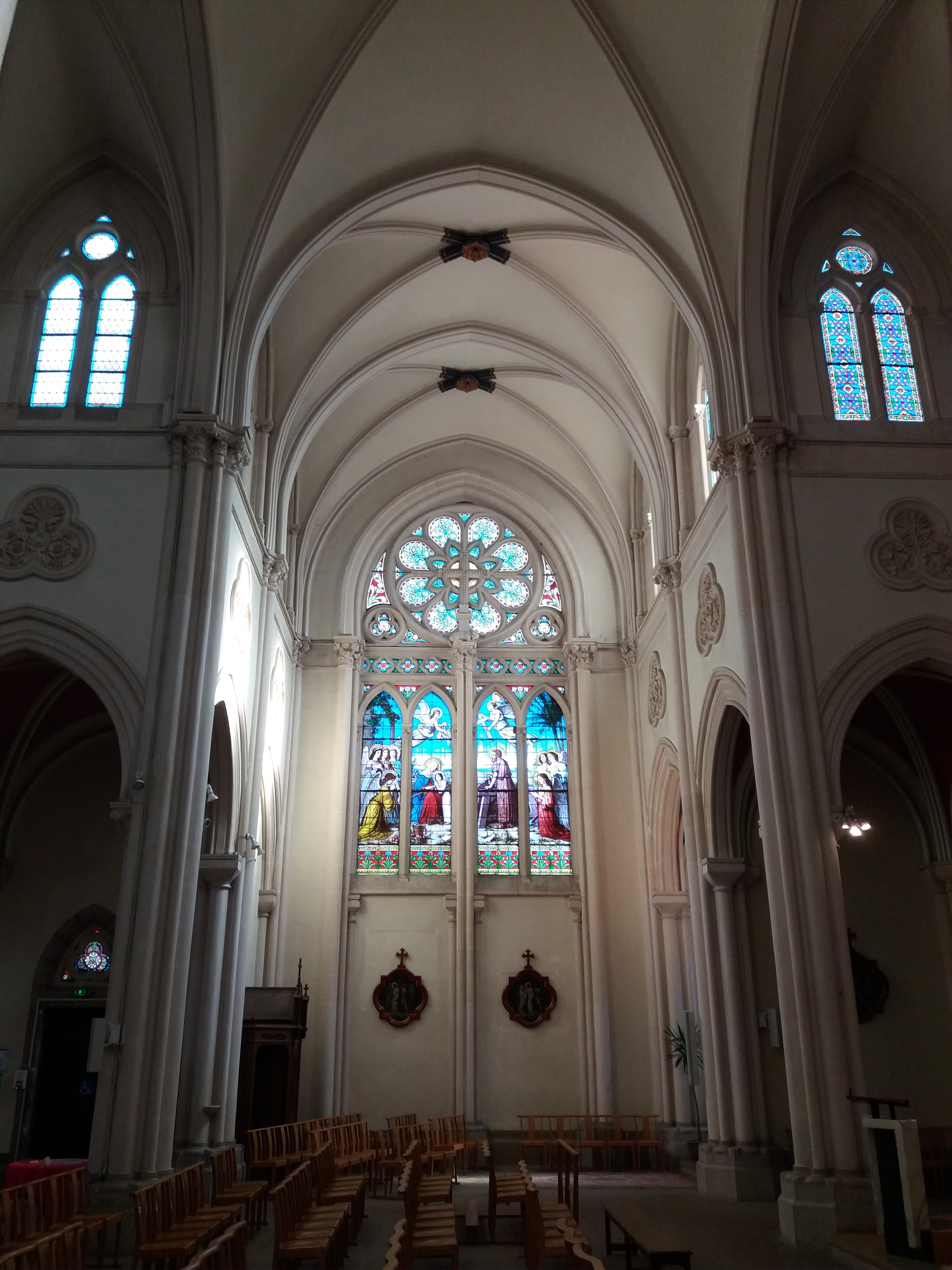
Notre-Dame de Bellecombe (Lyon)

Der Architekt Pierre Duret baute die neugotische Kirche von 1891 bis 1897. Die Behörden zwangen ihn, den Glockenturm an das Ostende zu stellen. 1907 wurde die Kirche Pfarrkirche der neu gegründeten Pfarrei. 
Jean Delay, von 1937 bis 1956 erster Erzbischof von Marseille und  Gerechter unter den Völkern, war von 1903 bis 1906 Kaplan an der Kirche.

## Ausstattung
Joanny Paquier-Sarrasin (1847–1909) schuf von 1890 bis 1902 die Kirchenfenster, die das Leben Jesu zum Thema haben. Der Hauptaltar stammt von Joseph Chenevay. Louis Castex (1868–1954) schuf 1934 die Marienstatue, die sich auf dem Tympanon befindet, sowie eine Josefsstatue im Kircheninneren. Eine weitere Statue der Muttergottes mit Jesuskind stammt von Pierre Aubert (1853–1912). Die Merklin-Orgel ist von 1908.